# Политички католицизам
Политички католицизам је политичка и културна доктрина која промовише идеје и социјално учење Католичке цркве у јавном животу.

## Почетак католичког друштвено-политичког дјеловања
Као програм и покрет, политички католицизам јавља се први пут међу пруским католицима, у другој половини 19. вијека, а као одговор на либералистичке друштвене тенденције. Главни разлог био је покушај канцелара Ота фон Бизмарка да ограничи утицај Католичке цркве и стави је под надзор државе, прво у Пруској, а онда и у уједињеној Њемачкој. Борба која је настала позната је као културкампф.
Католички друштвени покрет се из Њемачке проширио на Аустроугарску, нарочито на данашњу Аустрију, Словенију, Украјину и Хрватску (Хрватски католички покрет). Истовремено, у Европи се ширила Католичка акција, коју је чинило више организација и групација католичких лаика који су покушавали утицати на друштво и политику.
Послије енциклике Rerum novarum (О новим стварима) папа Лава XIII из 1891, политички католички покрет постаје снажнији, живљи и шири се на друга друштвена подручја, нарочито у свијет рада. Том енцикликом Католичка црква је исказала своје занимање за друштвена, економска, политичка и културна питања, а нарочито за радничко питање и позиве на радикалну трансформацију западног, индустријског друштва, прожета капиталистичким и либералним утицајима. Католици предвођени клером, улазе у активан друштвени и политички живот, ангажујући се у друштвеним проблемима на хришћанским, католичким начелима, супротстављајући се свјетовном, секуларном приступу. Тако је нпр. католички активиста Мери Харис, с Националним католичким социјалним концилом, водила борбу за укидање дјечијег рада у Сједињеним Америчким Државама на почетку 20. вијека.

## Католички покрет у 20. вијеку
Почетком 20. вијека католички покрети постају врло снажни у Аустрији, Ирској, Италији, Њемачкој, Француској и широм Латинске Америке. Свима је заједничка заштита Католичке цркве и њеног утицаја, због јачања либералистичких и антиклерикалних политичара, као и очување католичке вјере и моралних вриједности од растуће секуларизације. Противници таквих настојања називали су те покушаје и организације клерикалистичким.
Католички покрети развијају различит облик демохришћанске идеологије. Многи критикују капитализам и промовишу хришћански социјализам и идеју социјалне правде. Либерали су главни противници политичког католицизма и жестоко га нападају. Тако су нпр. у Мексику завладали атеисти и двадесетим година 20. вијека потпуно забранили католицизам и Католичку цркву, што је довело до отворене католичке револуције под називом Устанак кристероса (1926—1929).
Ови католички покрети изњедрили су различите облике хришћанско-демократске идеологије, промовишући морално и социјално конзервативне идеалне, држећи се истовремено идеологије „средњег пута” између необузданог капитализма и државног социјализма.

### Ране политичке странке
Неке од важнијих политичких странака биле су:
- Хришћанско-демократска народна странка Швајцарске (1848);
- Католичка странка у Белгији (1869);
- Странка центра у Њемачкој (1870);
- Словеначка народна странка (1892);
- Народна либерална акција у Француској (1901);
- Заједничка лига римокатоличких бијелаца у Холандији (1904), која прелази у Римокатоличку државну странку (1926);
- Словачка народна странка (1918);
- Хрватска пучка странка (1919);
- Италијанска народна странка (1919);
- Пољска хришћанска демократска странка (1919);
- Баварска народна странка (1919);
- Национална лига за одбрану вјерске слободе у Мексику (1924).

### Рани синдикати
Осим политичких странака оснивани су и католички синдикати, који су залагали за радничка права. Неки од првих таквих синдиката били су:
- Синдикат типографских радника у Шпанији (1897);
- Солидарност у Јужној Африци (1902);
- Конфедерација хришћанских синдиката у Белгији (1904);
- Синдикат католичких радника у Мексику (1908);
- Међународна федерација хришћанских синдиката, у Хагу 1920, која се удружила у Међународно удружење хришћанских синдиката, основано у Цириху 1908, а преко Свјетске конфедерације рада прешла у данашњу Међународну конфедерацију синдиката;
- Француска конфедерација хришћанских радника (1919);
- Луксембуршка конференција хришћанских синдиката (1921);
- Млади хришћански радници у Белгији (1924);
- Католички раднички покрет у САД-у (1933).

### Синдикати послије Другог свјетског рата
Послије Другог свјетског рата, између осталих, основани су:
- Италијанска конфедерација радничких синдиката (1950),
- Хришћанска синдикална федерација Њемачке (1959);
- Хришћански савез радника у Белизеу (1963);
- Солидарност у Пољској (1980).

## Између деснице и љевице
До Другог ватиканског сабора Католичка црква није у потпуности прихватила концепт савремене демократије, нарочито на друштвеном и економском пољу, јер се плашила антиклерикалних друштвених тенденција. Кад су и католички друштвени активисти постали љевичари, Католичка црква је то покушала спријечити. Тако су Покрет свештеника-радника у Француској 1940-их и 1950-их и теологија ослобођења у Латинској Америци 1960-их, 1970-их и 1980-их осуђене и ограничене на ексцесе. Покрети за социјални правду, попут Покрета католичких друштвених студија у Аустралији 1940-их и 1950-их, из којег се развио касније Национални грађански сабор, имали потпуну подршку црквене хијерархије.
Католичко свештенство и лаици-католици повремено су подржавали крајње десничарске лидере (нпр. Франсиско Франко и Антонио де Оливеира Салазар, као и војни режими Латинске Америке). Као резултат, многи радници укључени у раднички покрет придружили су се социјалдемократским и комунистичким странкама, које су често прокламовале секуларне пароле и позивале на револуцију против „старих” вриједности, укључујући религију и цркву (спој католицизма и национализма који је створио Франко постао је познат као „национални католицизам”, који је инспирисао многе сличне покрете широм Европе).
У посљедње вријеме, нарочито послије Другог свјетског рата, хришћанско учешће у политици почело је да слаби, а многе „хришћанско-демократске” странке изгубиле су свој „хришћански” елемент. Повратак хришћанског учешћа у европском политичком животу почетком 21. вијека обиљежен је појавом нових, углавном мањих, политичких странака, као нпр. оне удружене у Европски хришћански политички покрет. Једна од основних идеја овог покрет може се описати на сљедећи начин:
Одвајање Цркве о државе не подразумјева раздвајање вјере и друштвене акције, моралних принципа и политичког избора, али штити право вјерника и вјерских група да слободно исповиједају вјеру и да дјелују у јавном животу у складу са својим вриједностима.